# 小港町
小港町（こみなとちょう）は、神奈川県横浜市中区の町名。現行行政地名は小港町1丁目から小港町3丁目（字丁目）で、住居表示は未実施。

## 地理
中区東部に位置し、北は新山下三丁目、西から南にかけて山手町・北方町・本牧町・本牧宮原・本牧十二天、東は錦町に接する。町内を南北に幹線道路山下本牧磯子線が通り、街の北部が1丁目、南部の山下本牧磯子線東側が2丁目、同西側が3丁目となる。1丁目東側の埋立地にはUR賃貸住宅「ビューコート小港」があり、人口は多い。ビューコート小港と本牧十二天の境には千代崎川の河口があるが、暗渠化されたのち2008年よりほとんどの区間で埋め立てられた。1丁目西側と山手町との境の道は「ワシン坂」と呼ばれるが、坂の名の由来には諸説ある。2丁目の全域と3丁目の一部は1946年に米軍に接収され、横浜海浜住宅として使用されてきたが、1982年に返還された。2丁目には2008年11月21日に「イトーヨーカドー本牧」が開店。不採算のため2016年7月18日に閉店となったのち、同年11月4日にコーナン・ノジマ・三和を各テナントとした「本牧フロント」が開店した。

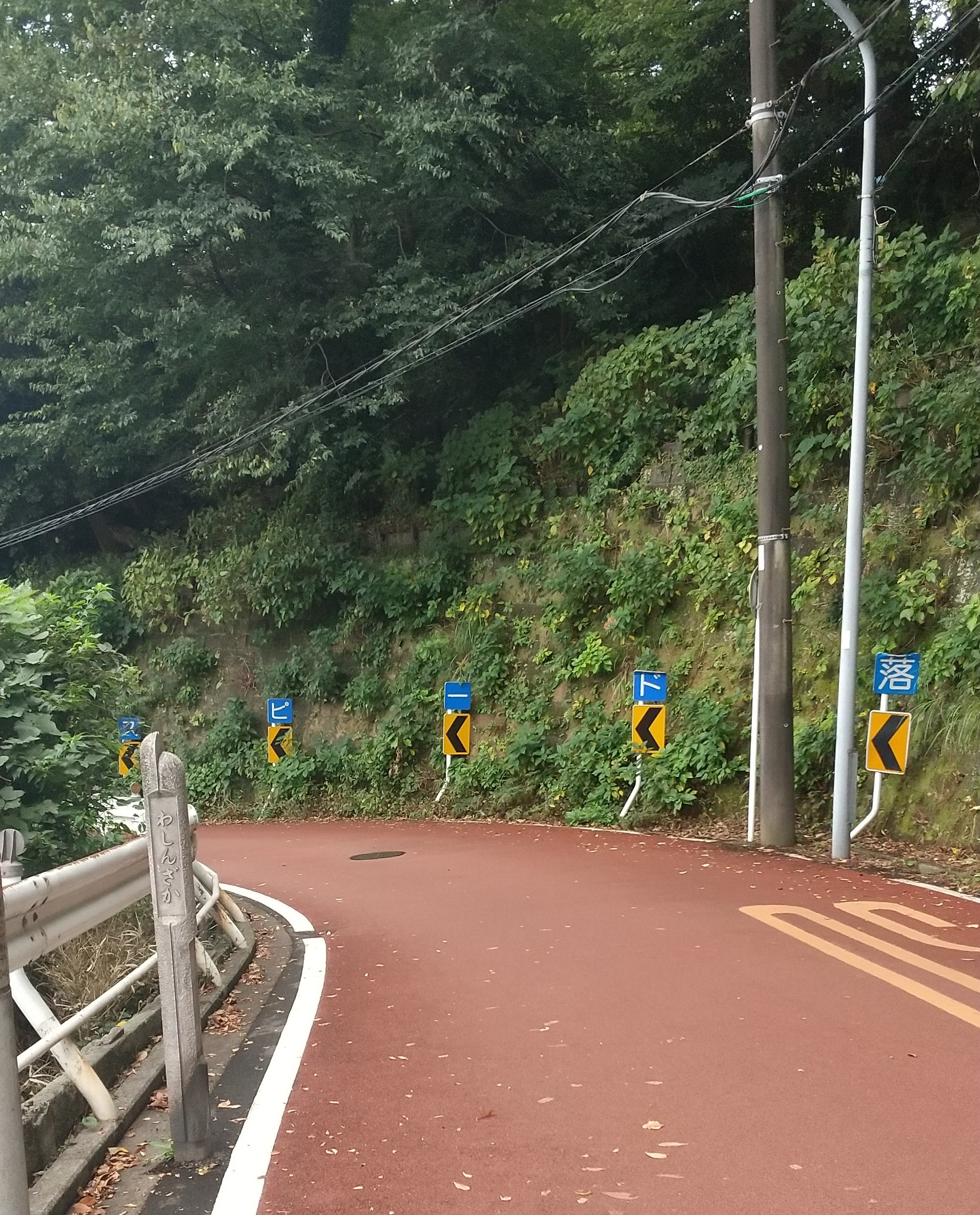
ワシン坂

## 歴史
1933年（昭和8年）4月1日に、中区本牧町および北方町から新設された。1938年（昭和13年）4月1日、公共用地の地番整理により、北方町の一部、1941年（昭和16年）には埋立地を編入する。1970年（昭和45年）4月1日、住居表示（中区新山下地区）の実施に伴い、町域の一部を新山下三丁目に編入する。1986年（昭和61年）7月21日、住居表示（中区新本牧地区）の実施に伴い小港町の一部を本牧十二天、本牧宮原に編入する。町名は、字名の「小湊」から採られた。『新編武蔵風土記稿』の北方村の項に、「小名 小湊」の記録がある。

## 世帯数と人口
2025年（令和7年）6月30日現在（横浜市発表）の世帯数と人口は以下の通りである。
| 丁目        | 世帯数    | 人口    |
| ----------- | --------- | ------- |
| 小港町1丁目 | 1,024世帯 | 1,836人 |
| 小港町2丁目 | 72世帯    | 162人   |
| 小港町3丁目 | 219世帯   | 400人   |
| 計          | 1,315世帯 | 2,398人 |

### 人口の変遷
国勢調査による人口の推移。
| 年                 | 人口  |
| ------------------ | ----- |
| 1995年（平成7年）  | 1,701 |
| 2000年（平成12年） | 2,371 |
| 2005年（平成17年） | 2,740 |
| 2010年（平成22年） | 2,610 |
| 2015年（平成27年） | 2,321 |
| 2020年（令和2年）  | 2,310 |

### 世帯数の変遷
国勢調査による世帯数の推移。
| 年                 | 世帯数 |
| ------------------ | ------ |
| 1995年（平成7年）  | 677    |
| 2000年（平成12年） | 969    |
| 2005年（平成17年） | 1,176  |
| 2010年（平成22年） | 1,149  |
| 2015年（平成27年） | 1,059  |
| 2020年（令和2年）  | 1,122  |

## 学区
市立小・中学校に通う場合、学区は以下の通りとなる（2024年11月時点）。
| 丁目        | 番地 | 小学校             | 中学校             |
| ----------- | ---- | ------------------ | ------------------ |
| 小港町1丁目 | 全域 | 横浜市立大鳥小学校 | 横浜市立大鳥中学校 |
| 小港町2丁目 | 全域 | 横浜市立大鳥小学校 | 横浜市立大鳥中学校 |
| 小港町3丁目 | 全域 | 横浜市立大鳥小学校 | 横浜市立大鳥中学校 |

## 事業所
2021年現在の経済センサス調査による事業所数と従業員数は以下の通りである。
| 丁目        | 事業所数 | 従業員数 |
| ----------- | -------- | -------- |
| 小港町1丁目 | 23事業所 | 365人    |
| 小港町2丁目 | 6事業所  | 143人    |
| 小港町3丁目 | 29事業所 | 152人    |
| 計          | 58事業所 | 660人    |

### 事業者数の変遷
経済センサスによる事業所数の推移。
| 年                 | 事業者数 |
| ------------------ | -------- |
| 2016年（平成28年） | 72       |
| 2021年（令和3年）  | 58       |

### 従業員数の変遷
経済センサスによる従業員数の推移。
| 年                 | 従業員数 |
| ------------------ | -------- |
| 2016年（平成28年） | 845      |
| 2021年（令和3年）  | 660      |

## 施設
- 本牧フロント
- 横浜インターナショナルスクール

## その他

### 日本郵便
- 郵便番号：231-0802[3]（集配局：横浜港郵便局[29]）

### 警察
町内の警察の管轄区域は以下の通りである。
| 丁目        | 番・番地等 | 警察署     | 交番・駐在所 |
| ----------- | ---------- | ---------- | ------------ |
| 小港町1丁目 | 全域       | 山手警察署 | 本牧ふ頭交番 |
| 小港町2丁目 | 全域       | 山手警察署 | 本牧ふ頭交番 |
| 小港町3丁目 | 全域       | 山手警察署 | 本牧ふ頭交番 |